# 薩卡科約

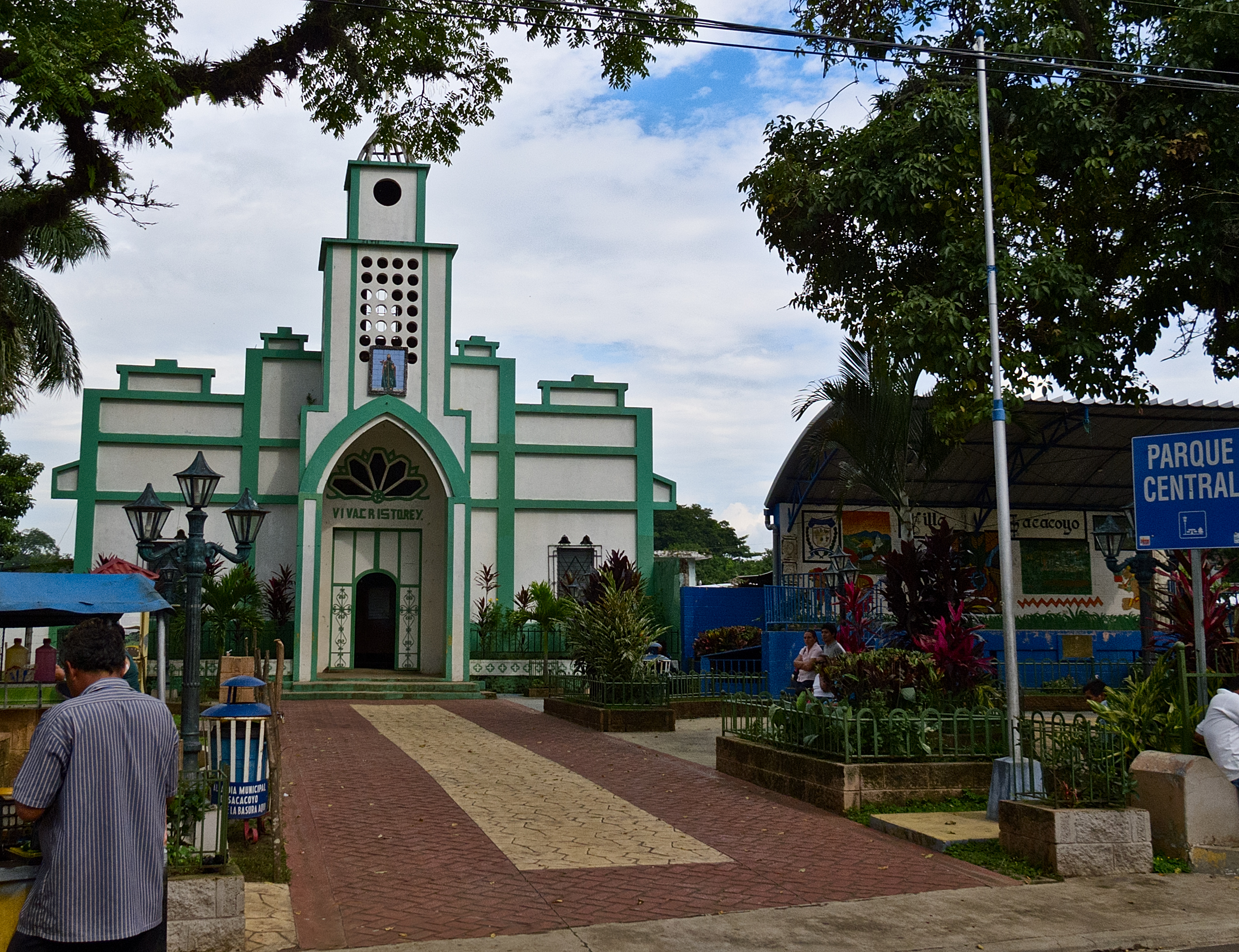

薩卡科約（西班牙語：Sacacoyo），是薩爾瓦多的城鎮，位於該國中西部，由拉利伯塔德省負責管轄，面積25.22平方公里，海拔高度662米，2007年人口12,299，人口密度每平方公里487.67人。
13°44′N 89°28′W / 13.733°N 89.467°W